# 富士北郵便局
富士北郵便局（ふじきたゆうびんきょく）は静岡県富士市にある郵便局。民営化前の分類では集配普通郵便局であった。

## 概要
住所：〒419-0299 静岡県富士市厚原字溝下65-1
民営化直前の集配業務再編において、多くの集配普通郵便局は統括センターとなったが、当局は配達センターとされたため、民営化後も郵便事業株式会社の支店は併設されず、集配センターが併設された。

## 沿革
- 1965年（昭和40年）3月28日 - 簡易な電話の加入と料金に関する事務を除く電話交換業務および和文電報配達業務を、吉原電報電話局に移管[1]。
- 1979年（昭和54年）7月16日 - 富士市久沢から、同市厚原に局舎を新築、移転。
- 1980年（昭和55年）9月1日 - 鷹岡郵便局から富士北郵便局に改称するとともに、特定郵便局から普通郵便局に局種別改定。
- 2000年（平成12年）8月14日 - 外国通貨の両替および旅行小切手の売買に関する業務取扱を開始。
- 2007年（平成19年）10月1日 - 民営化に伴い、併設された郵便事業吉原支店富士北集配センターに一部業務を移管。
- 2012年（平成24年）10月1日 - 日本郵便株式会社発足に伴い、郵便事業吉原支店富士北集配センターを富士北郵便局に統合。

## 取扱内容
- 郵便、印紙、ゆうパック、内容証明
- 貯金、為替、振替、振込、国際送金、国債、投資信託
- 生命保険、バイク自賠責保険、自動車保険
- ゆうちょ銀行ATM
- 富士市内の一部地域の集配業務

## 周辺
- アクロスプラザ富士厚原
- 富士市立鷹岡小学校
- 曾我兄弟の墓
- 製紙工場が多数

## アクセス
- JR身延線 入山瀬駅から東へ約900m（徒歩約11分）
- 富士急静岡バス 富士北郵便局停留所下車
- 東名高速道路 富士ICから北西へ約2.5km
- 国道139号沿い
- 駐車場あり：14台